# Massaker von Artemowsk
Das Massaker von Artemowsk, auch als „Bachmuts Babi Yar“ bezeichnet, war ein Massaker an den jüdischen Einwohnern der Stadt Artemowsk, dem heutigen Bachmut (Ukraine), im Januar 1942. Zwischen 1.200 und 3.000 Juden wurden von  der Einsatzgruppe C unter logistischer Mithilfe der 17. Armee getötet oder in der Alabastermine der Stadt eingemauert dem Tod überlassen.

## Ausgangslage
1939 hatte die Stadt Artemowsk (heute Bachmut) eine jüdische Bevölkerung von 5.299, was 10 % der Gesamtbevölkerung der Stadt ausmachte. Nach dem deutschen Überfall auf die Sowjetunion flohen viele Juden aus Artemowsk nach Osten, um der deutschen Offensive zu entgehen.

## Ablauf des Pogroms
Zwischen dem 31. Oktober und dem 1. November 1941 nahmen die deutschen Truppen die Stadt ein und begannen in der Folge mit Unterdrückungsmaßnahmen gegen die jüdische Bevölkerung: Gemäß einem Befehl vom 19. November 1941 mussten Juden Armbinden zur Kenntlichmachung ihrer jüdischen Abstammung tragen.
Aufgrund der Frontnähe gab die 17. Armee den Befehl, die Ermordung der Juden der Stadt vorerst zu unterlassen.
Am 7. Januar 1942 wurde den jüdischen Einwohnern von Bachmut auf Befehl des Stadtkommandanten Major Heinz Tsobel nach Anweisung des Sicherheitsdienstes des Reichsführers SS (SD) mit Unterschrift des mit den Nationalsozialisten kollaborierenden Bürgermeisters Holovnia Folgendes bekanntgegeben:
1. Um sie dazu zu bringen, getrennt zu leben, treffen sich alle Juden von Bachmut, Männer und Frauen jeden Alters, am 9. Januar um 8 Uhr in den Räumlichkeiten der ehemaligen NKWD-Station im Park.
2. Jede Person darf 10 kg Gepäck und Lebensmittelvorräte für 8 Tage mitführen.
3. An dem oben genannten Treffpunkt müssen die Schlüssel zu den Wohnungen zusammen mit dem Namen und der Adresse (Straße, Hausnummer) des Eigentümers übergeben werden. Das Betreten leerer jüdischer Wohnungen oder die Beschlagnahme von Gegenständen von Zivilisten gilt als Diebstahl und wird mit dem Tod bestraft.
4. Widerstand gegen diese Anordnung, insbesondere das verspätete Erscheinen oder das Fernbleiben vom festgelegten Treffpunkt, wird streng bestraft.
5. Angestellte Juden müssen kündigen.[6]

Eine große Hilfe beim Zusammentreiben der Juden von Artemowsk waren die lokalen Verwaltungsbehörden, die Listen mit registrierten Juden direkt an den SD geliefert hatten. Aber auch einfache ukrainische Einwohner denunzierten ihre jüdischen Nachbarn.

Das Sonderkommando 4b hatte zusammen mit dem Nachrichtenoffizier des 14. Armeekommandos den 
Exekutionsort ausgesucht.

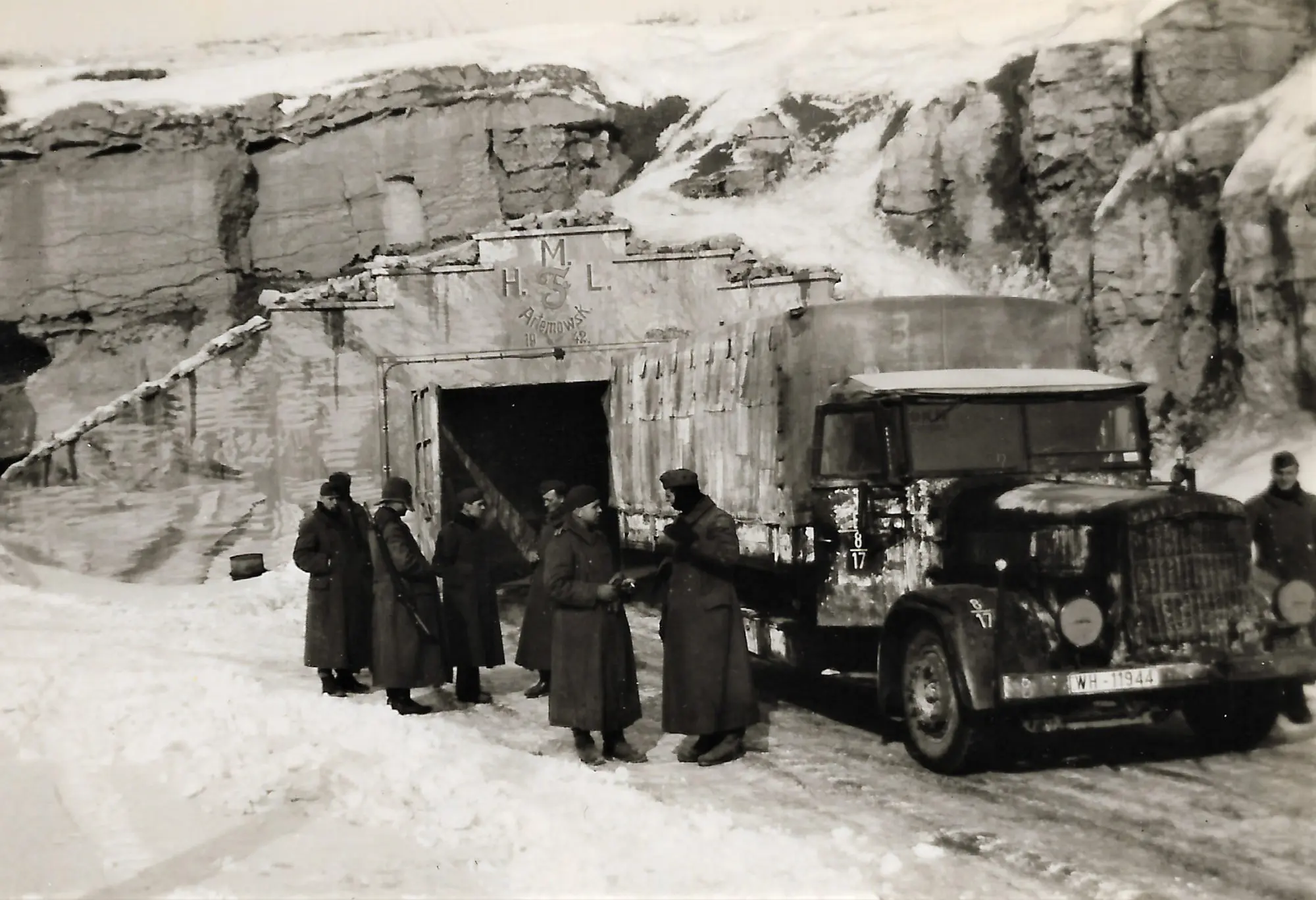
Massaker von Artemowsk 1942: Deutsche Soldaten vor der Alabaster -Mine im Januar 1942

Die deutschen Besatzungstruppen zwangen die versammelten Juden, alle Wertsachen auszuhändigen, und sperrten sie in den Kellern des ehemaligen NKWD-Gebäudes ein. Nach mehreren Tagen ohne Nahrung und Wasser führte das Sonderkommando 4b der Einsatzgruppe C die Juden zu einem Alabasterbergwerk zwei Kilometer außerhalb der Stadt und trieben sie dort in einen den Stollen Nr. 46. Mitglieder des Sonderkommandos schossen in die Menge.
Danach wurde der Stollen zugemauert, sodass verletzte Personen anschließend verhungerten oder erstickten.
Laut deutschen und rumänischen Berichten wurden bei dem Pogrom 1.317 Menschen getötet, von denen 1.224 Juden waren.

## Nachgeschichte
Unmittelbar nach dem Massaker wurde die Umgebung von Bachmut für judenfrei erklärt, d. h., alle Juden in der Gegend waren ermordet worden.
Im September 1943 eroberten sowjetische Truppen die Stadt zurück, und der zugemauerte Stollen wurde am 3. Oktober 1943 wieder geöffnet und inspiziert. Die Außerordentliche Staatliche Kommission für die Feststellung der Gräueltaten der Nazi-Besatzer beschrieb den Leichenfunde in ihrem Inspektionsbericht folgendermaßen:
"Zwei Kilometer östlich der Stadt Artemowsk befindet sich im Tunnel der Alabastersteinbrüche, 400 Meter vom Eingang entfernt, ein zugemauertes kleines Loch. Nach dem Öffnen dieses Lochs wurde die Fortsetzung des Tunnels in Form eines schmalen, steil ansteigenden Ganges gefunden, der in einer breiten, ovalen Höhle von bis zu 20 m Länge, 30 m Breite und 3 bis 4 m Höhe endet. Die gesamte Höhle ist mit menschlichen Leichen gefüllt; nur ein kleiner Raum am Eingang und ein schmaler Streifen in der Mitte der Höhle sind frei von Leichen. Alle Leichen sind eng aneinander gepresst und mit dem Rücken zum Höhleneingang gerichtet. Die Leichen liegen so dicht beieinander, dass sie auf den ersten Blick wie eine feste Masse von ineinander verschlungenen Körpern wirken. Die hinteren Reihen sind auf die vorderen Reihen gestapelt, gegen die Stufen der Höhle gepresst und in mehreren Reihen gestapelt, in einer stehenden oder knienden Position der Menge eingefroren.
Alle Leichen sind winterlich gekleidet, Mäntel und andere Oberbekleidung sind zugeknöpft, und die Köpfe und Hälse der meisten sind eingewickelt. Die meisten Leichen haben weiße Binden auf den vorderen Ärmeln ihrer Mäntel mit aufgestickten oder gezeichneten „Davidsternen“. Einige der Leichen tragen bunte und farbenfrohe Kleidung, wie sie üblicherweise von Zigeunern getragen wird. Es überwiegen die Leichen von Frauen und Kindern verschiedenen Alters. Außerdem gibt es Leichen von Behinderten mit Krücken und Stöcken.
Außerdem wurden in der Höhle Handkoffer, Gasmaskensäcke und Bündel mit Haushaltsgegenständen und einer kleinen Menge an Vorräten gefunden.
Aufgrund der Größe der Höhle und der Anordnung der Leichen in zwei bis drei Schichten kam die Kommission zu dem Schluss, dass sich etwa 3.000 Leichen in der Höhle befanden."

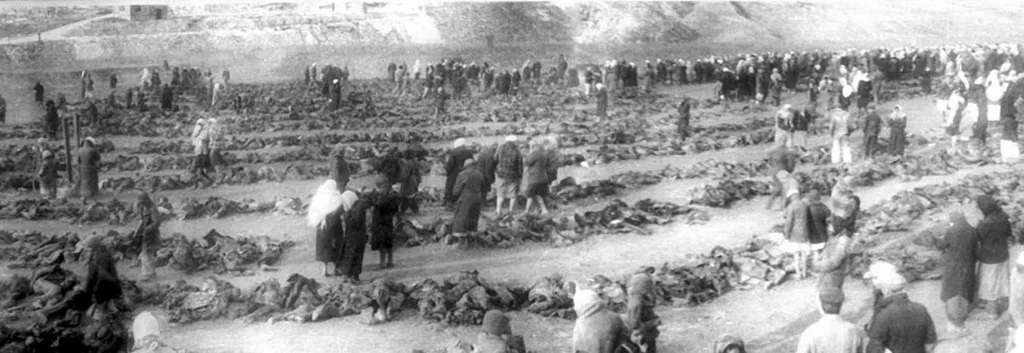
Einwohner von Artemowsk versuchen 1943 die sterblichen Überreste ihrer Verwandten und Freunde zu identifizieren

Kriegsgefangene und der Kollaboration Verdächtigte mussten die Leichen aus dem Tunnel holen zum Gelände der nahe gelegenen Artemowsker Rohrfabrik transportieren, wo sie vier Tage lang im Freien in mehreren Reihen zur Identifikation durch die Bevölkerung aufgelegt waren.
Anschließend organisierten die Sowjetbehörden eine Kundgebung, bei laut Augenzeugenbericht entgegen der damals geltenden Regeln ein Priester einen Gedenkgottesdienst gehalten habe und die Toten in der Nähe des Unternehmens begraben wurden. Später wurden die Toten in ein Massengrab am Stadtfriedhof Mariupol umgebettet.
Das Massaker wurde im Nürnberger Einsatzgruppen-Prozess erwähnt, allerdings wurde es auf Februar bis März 1942 datiert.

## Gedenkorte

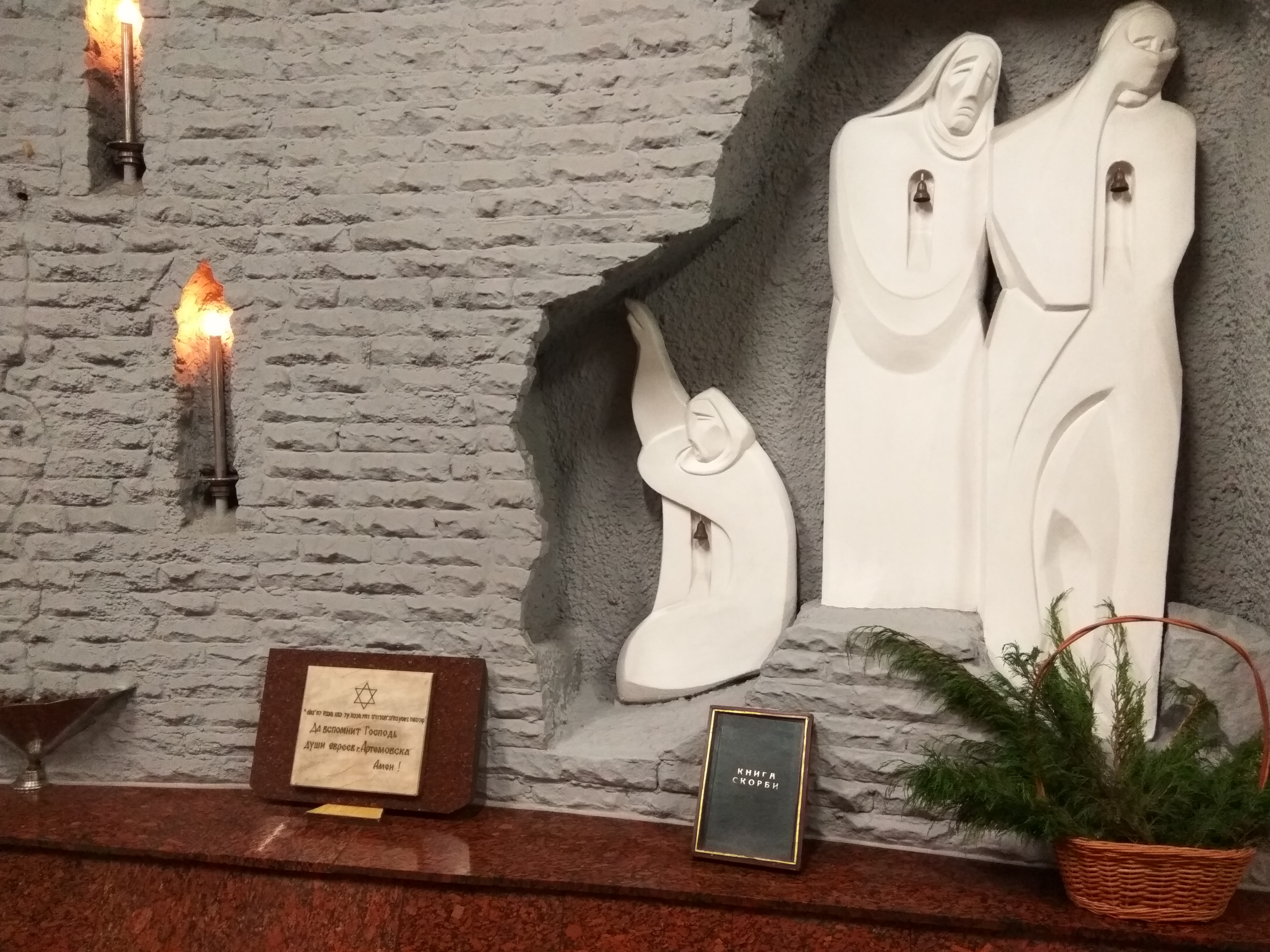
Die „Klagemauer“ zum Gedenken an die Opfer des Massakers von Artemowsk (2019)

Ein erstes, privates Denkmal, errichtete 1989 der dank rechtzeitiger Evakuierung überlebende Mark Levovich Goldstein auf dem Stadtfriedhof von Mariupol in der Nähe des Eingangs ein privates und schlichtes Denkmal auf eigene Kosten, mit dem er seiner Familien und allen anderen Opfern mit einem Davidstern und der Inschrift „Für die Überlebenden der Überlebenden. MG“ gedachte.
Nach dem Krieg wurde die Artemowsker Sektfabrik über den Minen errichtet. 1999 wurde von der jüdischen Stiftung „Hesed Zikaron“ gemeinsam mit der Stadtverwaltung und der Sektfabrik ein Denkmal errichtet, das als „Mauer der Trauer“ bekannt ist und in Anlehnung an die Westmauer in Jerusalem, auch als „Klagemauer“ bezeichnet wird. Es befindet sich an einer Felswand an der sich Wasser sammelt. In der Nische einer gemauerten Wand stehen zwei Figuren. An der Wand sind stilisierte Kerzen angebracht. Es fanden dort regelmäßig Gedenkfeiern mit Zeitzeugen und Angehörigen der Opfer statt.
2015 besuchte der deutsche Bundespräsident Frank-Walter Steinmeier auch Artemowsk.